# Coma (eksperimentalfilm)
 For alternative betydninger, se Coma (flertydig). (Se også artikler, som begynder med Coma)
Coma er en dansk eksperimentalfilm fra 1981 instrueret af Ole Fibiger efter eget manuskript.

## Handling
Filmens ramme er et selvmord. En ung mand drukner sig i en sø, og oplever i dødsøjeblikket sit liv passere revue fra fødsel til nuet - døden. Det er et halvdårligt liv, hvor opdragelse, følelser og udefra kommende påvirkninger bekriger hinanden. Filmens grundide er, at hele forløbet er optaget som én lang scene, hvor scenerierne opstår foran kameraet.